# Jubelina riparia
Jubelina riparia là một loài thực vật có hoa trong họ Malpighiaceae. Loài này được A. Juss. mô tả khoa học đầu tiên năm 1837.